# 漆咸號巡防艦
漆咸號巡防艦（英語：HMS Chatham），為英國皇家海軍最後一艘建造的22型巡防艦，艦名來自根德郡城鎮漆咸，亦是歷來第14艘採用同一名稱的英國艦船。此艦已於2011年退役，兩年後於土耳其拆解。

## 建造
「漆咸號」為最後一艘動工建造的22型巡防艦，屬同級軍艦的第三批次，於1985年1月28日下訂，由天鵝獵人造船廠承造。其後，此艦於翌年安放龍骨，至1988年1月20日下水。

## 服役史
1990年5月4日，此艦正式入列英國皇家海軍，成為第14代「漆咸號」軍艦。於此艦服役的短短20年內，曾三度參與重大軍事行動，以及香港交接儀式。

### 北約介入南斯拉夫戰爭
繼北約於1992年2月介入南斯拉夫內戰後，北約及西歐聯盟曾先後於同年年內，分別對南斯拉夫實施海上封鎖。及後，上述行動於1993年6月起合併，各國輪流派出22艘艦艇及8架軍機 ，當中「漆咸號」亦有份參與行動。
而在封鎖行動期間，此艦曾於1994年5月捲入「Lido II事件」：當時，一艘馬爾他註冊運油輪「Lido II」被懷疑正向黑山偷運原油，遂被此艦連同荷蘭皇家海軍一艘寇騰納爾級巡防艦截停，隨後被荷方人員登船搜查，船員隨即搗毀機房。期間，三艘南斯拉夫導彈快艇突然衝向聯軍艦艇，其中一艘更朝英、荷艦艇方向前進，最後被此艦連同意大利空軍的龍捲風戰鬥轟炸機驅離現場。及後，荷軍搜出7名偷乘該船的南斯拉夫人，並在船隻轉赴意大利前交由「漆咸號」工兵維修。

### 香港主權移交
於1997年香港主權移交前夕，「漆咸號」連同皇家遊艇「不列顛尼亞號」抵達香港，準備將最後一批駐港英軍、末任三軍司令鄧守仁少將，連同末任港督彭定康護送離港。因應防務交接安排，駐港英軍總部於6月內撤出威爾斯親王大廈，並改於此艦辦公。
而在1997年6月30日深夜11時59分，駐港英軍衛隊於威爾斯親王軍營與駐港解放軍進行防務交接儀式後，隨即登上「漆咸號」離港，至此駐港英軍正式結束其155年多的歷史。約15分鐘後，隨著香港交接儀式結束，此艦與三艘孔雀級巡邏艦為載有查理斯王子的不列顛尼亞號皇家遊艇護航，離開香港，皇家海軍當晚在香港附近部署了一支包含航空母艦的艦隊迎接，其間英軍發現解放軍南海艦隊的監視，不列顛尼亞號船隊在香港對出的公海與皇家海軍以光輝號航空母艦為首的「海浪九七特遣行動」艦隊會合，查理斯王子與彭定康伉儷在海上檢閱了皇家海軍艦隊。

### 千禧年以後
於2003年伊拉克战争爆發初期，英軍派出此艦向伊軍陸上目標進行攻擊，亦是此艦首次對敵開火。
2004年12月，此艦曾前赴斯里蘭卡執行人道任務，以救濟當地受南亞海嘯波及的災民。2005年4月18日，此艦出訪埃及亞歷山大港，派出官兵協助安葬30名於1798年尼羅河河口海戰中陣亡、且仍未下葬英軍的骸骨。
2010年3月，「漆咸號」前往亞丁灣執行針對索馬里海盜的「海洋盾牌行动」，亦是此艦退役前最後一次參戰。同年5月17日，此艦成功擊毀兩艘海盜快艇；三日後，再於鄰近海域救起因氣旋風暴班度而沉沒的貨輪「Dubai Moon」23名船員。

## 退役
由於英國政府削減國防預算，「漆咸號」服役不足21年，於2011年2月8日退役。其後，此艦於2013年7月售予土耳其某拆船廠，於同年秋季拖往當地拆解。